# Chu~♡
〈Chu~♡〉는 대한민국의 다국적 걸그룹 f(x)가 2009년 11월 9일 발매한 싱글 음반이다. 발매전 11월 4일 타이틀곡 "Chu~♡"를 공개했다. 그 외에 경쾌한 댄스곡 "Step By Me", 크리스탈과 루나가 듀엣으로 부른 발라드곡 "You Are My Destiny"도 수록되었다. 활동 중에 엠버, 설리, 크리스탈이 신종플루 확진판정을 받아 잠깐 중단되었지만 약 2주만에 다시 재개했다.
그리고 6개월 후, 슈퍼주니어가 아시아투어 콘서트를 펼칠 때, Chu 무대를 선보여서 화제가 되었다.

## 수록곡
1. Chu~♡ (작사 : 조윤경 작곡 : Wilhelm Wollbeck, Daniel Presley, Mattias Lindblom 편곡 : 유한진)
2. Step By Me (작사 : 이연미 작곡·편곡 : Jean T.Na, Priya Jayaram)
3. You Are My Destiny (루나 & 크리스탈) (작사·작곡·편곡 : 심은지)